# Synagoge (Schalbach)

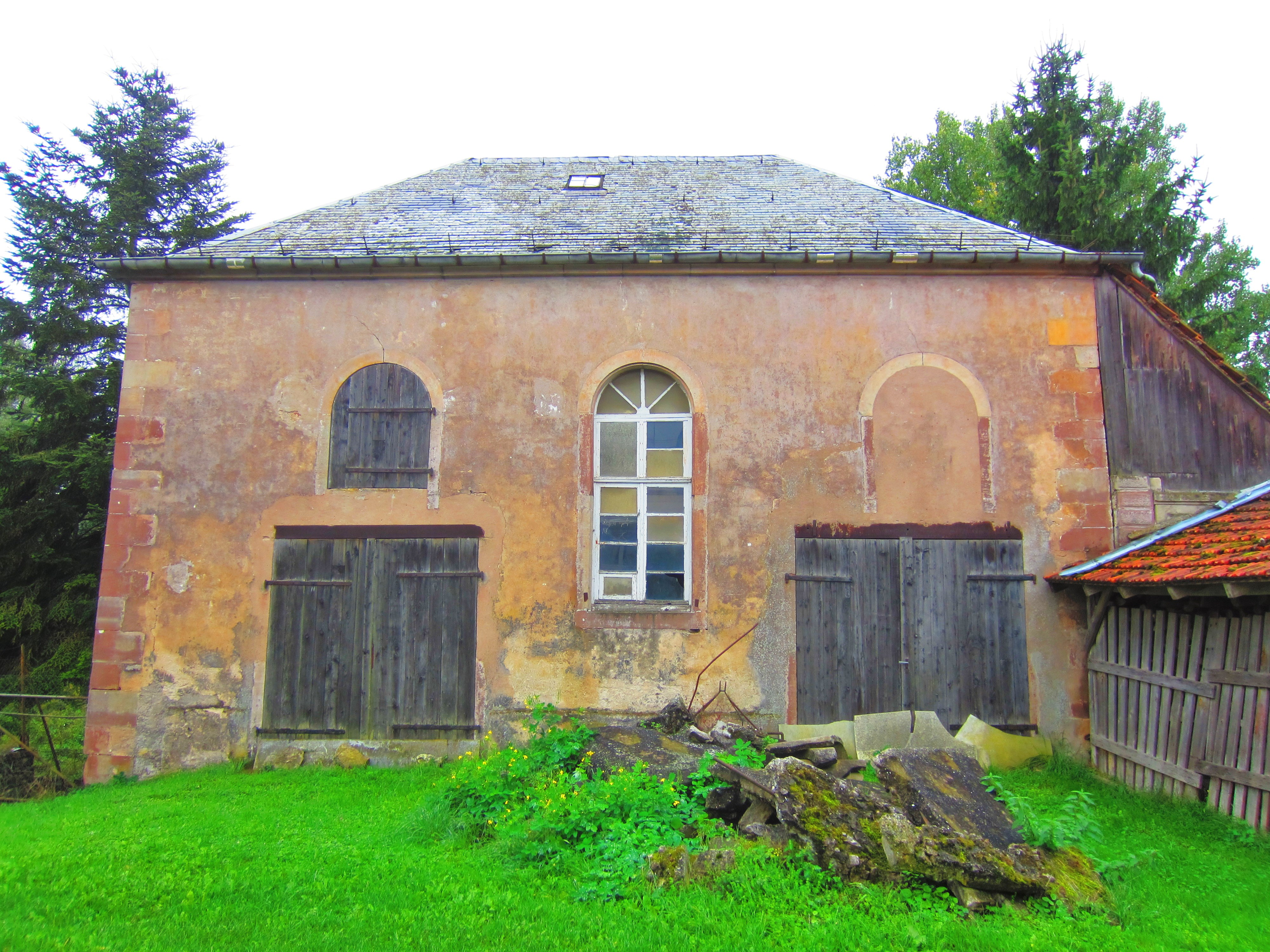
Synagoge in Schalbach

Die Synagoge in Schalbach, einer Gemeinde im Département Moselle in der französischen Region Lothringen, wurde 1802 errichtet. Die profanierte Synagoge befindet sich in der Rue des Juifs.
Die Synagoge wurde von den deutschen Besatzern während des Zweiten Weltkriegs verwüstet und nach 1945 als Lagerraum bzw. Garage genutzt. Dafür wurden die großen Tore in die Fassade eingebrochen. Die ursprünglichen Rundbogenfenster sind noch gut zu erkennen.